# Smaltjärnen (Kalls socken, Jämtland)
Smaltjärnen är en sjö i Åre kommun i Jämtland och ingår i Indalsälvens huvudavrinningsområde. Sjön har en area på 0,0474 kvadratkilometer och ligger 477,4 meter över havet. Smaltjärnen ligger i Skäckerfjällen Natura 2000-område. Vid provfiske har öring fångats i sjön.

## Delavrinningsområde
Smaltjärnen ingår i det delavrinningsområde (709238-135129) som SMHI kallar för Inloppet i Lågsjön. Medelhöjden är 645 meter över havet och ytan är 24,69 kvadratkilometer. Det finns inga avrinningsområden uppströms utan avrinningsområdet är högsta punkten. Lågsjöån som avvattnar avrinningsområdet har biflödesordning 2, vilket innebär att vattnet flödar genom totalt 2 vattendrag innan det når havet efter 382 kilometer. Avrinningsområdet består mestadels av skog (29 procent), sankmarker (21 procent) och kalfjäll (49 procent). Avrinningsområdet har 0,2 kvadratkilometer vattenytor vilket ger det en sjöprocent på 0,8 procent.